# Rjukan
59°52′52″N 008°34′59″Ø / 59.88111°N 8.58306°Ø
Rjukan er hovedbyen og administrationscenteret i Tinn kommune i Vestfold og Telemark fylke i Norge. Byen har 3.386 indbyggere (januar 2007), og ligger i Vestfjorddalen, midtvejs mellem Møsvatn og Tinnsjø, og har sit navn efter Rjukanfossen («den rygende fos») vest for byen.

## Historie
Rjukan var tidligere et væsentligt industricenter i Telemarken, bygget op omkring Norsk Hydros etablering af «Rjukan salpeterfabrikker» i begyndelsen af 1900-tallet. Etableringen skete hovedsageligt på grund af let adgang til elektricitet produceret ved regulering af elven Måna og dens hovedkilde Møsvatnet.
I 1934 byggede Norsk Hydro verdens første kommercielle tungtvandsanlæg i Vemork som saboteredes ved Vemork-aktionen ved Rjukan. Det var den senere nobelprisvinder Odd Hassel som fortalte Norsk Hydro, at de faktisk producerede tungt vand. Anlægget blev drevet af tyskerne under 2. verdenskrig, og senere saboteret flere gange af de allierede. Sabotageaktionerne koordineret af eksilnordmænd, med hjælp fra Storbritannien og USA, gav senere anledning til filmen Telemarkens Helte med bl.a. Kirk Douglas i en af de store roller.
I dag er anlægget på Vemork omdannet til Norsk Industriarbeidermuseum hvor man fortæller Rjukan og industriarbejderens historie, og krigs- og sabotagehistorien som er knyttet til stedet.
Efter 1960 blev det meste af salpeterproduktionen på Rjukan overført til Hydros fabriksanlæg på Herøya i Porsgrunn. Noget industri findes stadig i Rjukan, bl.a. eksportvirksomheden Scana Skarpenord.

## Krossobanen
Fra Rjukan går Krossobanen, som er Nordeuropas ældste svævebane. Navnet har den fået efter gården 'Krosso', hvorfra banen starter. Den blev bygget i 1928 som en gave fra Norsk Hydro til indbyggerne i Rjukan, så de fik mulighed for at komme op i solen i vinterhalvåret.

## I dag
Rjukan satser i dag i stor grad på turisme. Blandt attraktionene er skifaciliteter, fjeldvandring, historie og isklatring. Rjukan bliver anset for en af de bedre destinationer i Europa for isklatring, med mange fosser og stabil is i en lang sæson.
De naturgivne forhold har gjort Rjukan til et attraktivt område for fritidsboliger. De mest kendte områder er Gaustablikk og Møsvatn